# Serra das Cabras

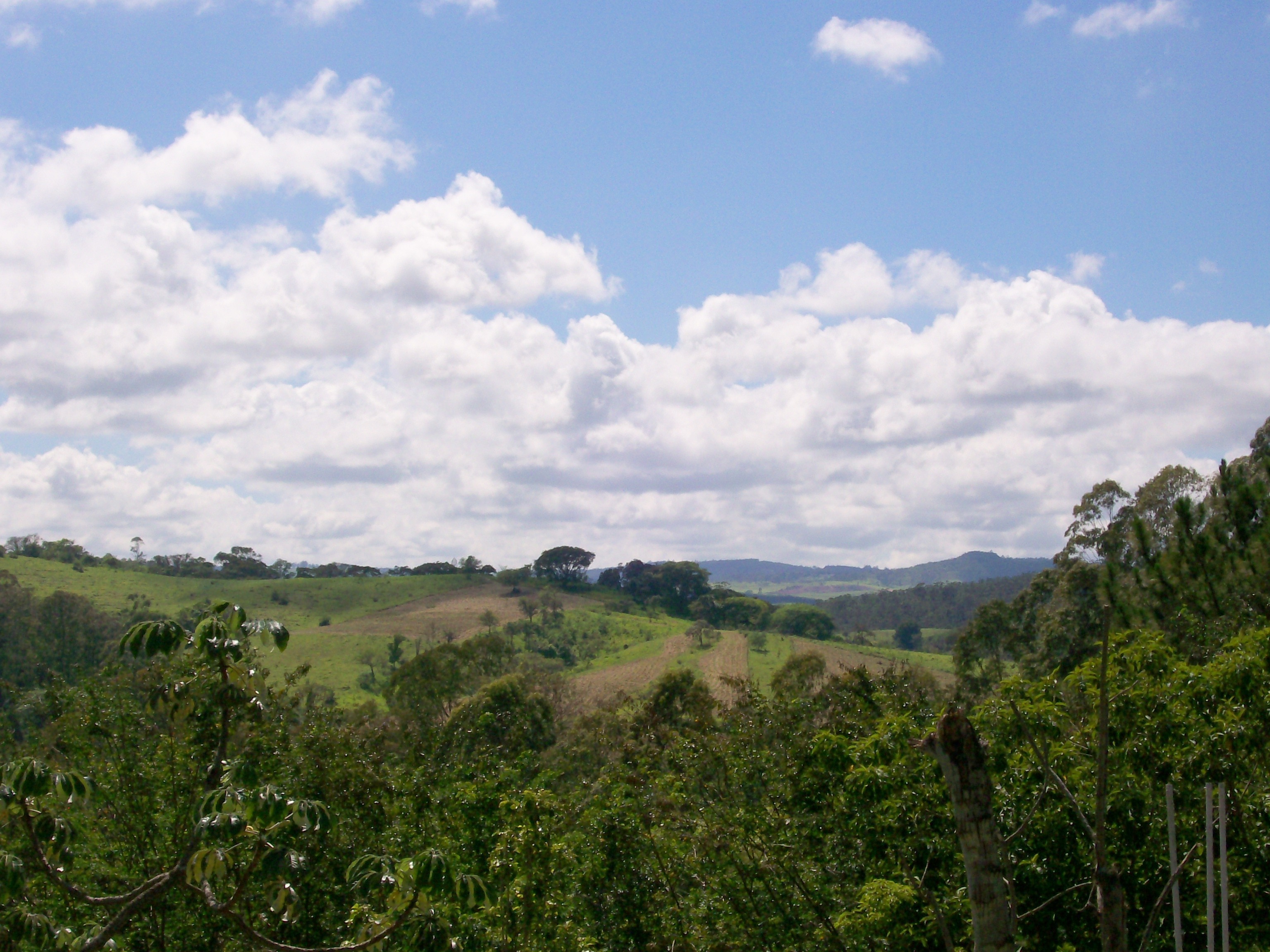
Vista da Serra das Cabras a partir do distrito de Joaquim Egídio.

A Serra das Cabras é uma serra que se localiza nos municípios paulistas de Campinas (distritos de Joaquim Egídio e Sousas) e Morungaba. Localiza-se a aproximadamente 30 km do Centro de Campinas e a 8 km de Morungaba. Muito de sua área faz parte de uma APA (Área de Proteção Ambiental) criada em 2001, com altitudes que chegam a 1078 metros. Em um de seus pontos mais altos, o Monte Urânia, localiza-se o Observatório Municipal de Campinas Jean Nicolini, um observatório astronômico inaugurado em 1977, a 1033 metros de altitude.